# داي مير: 1998
داي مير: 1998 (بالإنجليزية: Daymare: 1998)، هي لعبة فيديو إيطالية، من تطوير إنفيدر ستوديوز، صدرت اللعبة في الأسواق سنة 2019، وتعمل على منصات بلاي ستيشن 4، إكس بوكس ون ومايكروسوفت ويندوز، تدعم اللعبة اللغة العربية.